# Danh sách tài trợ của Under Armour
Under Armour, Inc. là một công ty của Mỹ chuyên sản xuất giày dép, quần áo, đồ dùng may mặc. Trụ sở toàn cầu của Under Armour được đặt tại Baltimore, Maryland, một số trụ sở khác của công ty bao gồm Amsterdam (Trụ sở Châu Âu), Austin, Quảng Châu, Hồng Kông, Houston, Jakarta, Luân Đôn, Thành phố México, Munich, New York, Panama (Trụ sở quốc tế), Paris, Pittsburgh, Portland, San Francisco, São Paulo, Santiago, Seoul, Thượng Hải (Trụ sở Trung quốc) và Toronto.
Under Armour đã thực hiện các hợp đồng tài trợ và quảng bá với rất nhiều vận động viên nổi tiếng, đội thể thao chuyên nghiệp, đội tuyển điền kinh tại các trường đại học, cạnh tranh cùng các đối thủ khác trong phân khúc sản phẩm thời trang thể thao.

## Bóng đá Mỹ
- Anquan Boldin[4][5]
- Tom Brady[4][6]
- Vernon Davis[4]
- Dee Ford[7]
- Myles Jack[8]
- Julio Jones[4][9]
- Eddie Lacy[10]
- Marqise Lee[7]
- Brandon Marshall[11]
- Vance McDonald[12]
- Cam Newton[13]
- Patrick Peterson[14]
- Eric Reid[10]
- Tony Romo
- Andre Williams[7]

## Bóng đá nam

### Các câu lạc bộ bóng đá
- Estudiantes de la Plata[15]
- Rosario Central[16]
- Fluminense FC[17]
- Sport Club do Recife[18]
- Southampton[19]
- FC St. Pauli[20]
- AZ Alkmaar[21]
- Colo-Colo[22]
- Universidad Católica[23]
- Chennai City
- Omiya Ardija
- Grulla Morioka
- Deportivo Toluca[24]
- Lokomotiv Moscow[25]
- Queen's Park
- OKC Energy FC
- Nashville SC

### Cầu thủ
- Heather Mitts[4]
- Kelley O'Hara[26]
- Jean Beausejour
- Gabriel Suazo
- Jorge Valdivia[27]
- Fraser Forster
- Conor Chaplin
- Tom Broadbent
- Trent Alexander-Arnold
- Andre Green
- Jonathan Tah
- Conor Hourihane
- Memphis Depay[28]
- Jeffrey Gouweleeuw
- Granit Xhaka[29]
- Jermaine Jones[30]
- Lauren Holiday[4][31]

Ben Sweat 🇺🇸

## Đua xe
- Hendrick Motorsports[32]

## Bóng chày

### Vận động viên
- Jeff Francoeur[33]
- Freddie Freeman[4]
- Dee Gordon[4]
- Bryce Harper[4][34]
- Ryan Howard[35]
- Clayton Kershaw[4]
- Hyun-soo Kim[36]
- Nick Markakis[4]
- Buster Posey[37]
- Jose Reyes[4]
- Matt Wieters[4]
- Ryan Zimmerman[4]
- Joc Pederson[4]
- Cody Bellinger[4]
- Vladimir Guerrero Jr.[4]

- Matt Brittingham

### Đội tuyển
- Yomiuri Giants[38]
- Lamigo Monkeys[39][40]
- Ripken Baseball[41]

## Bóng rổ

### Các câu lạc bộ
- Darüşşafaka S.K.
- KK Partizan
- Homenetmen
- PBC Lokomotiv Kuban
- Singapore Slingers

### Vận động viên
- Patty Mills[42]
- Mohamed Bamba
- Joel Embiid
- Emmanuel Mudiay[43]
- Kent Bazemore*
- Stephen Curry[44]
- Hamidou Diallo
- Terrance Ferguson
- Ahmari Moody[4][45]
- Sean Murefu[46]
- Dennis Smith Jr.[47]
- Isaiah Whitehead*
- Greivis Vásquez

### Đội tuyển quốc gia
- Mexico
- Nhật Bản
- Venezuela

## Đấm bốc
- Anthony Joshua[48]
- Tommy P
- Saúl "Canelo" Álvarez[49]
- Carlos Cuadras[50]
- Adrián Hernández[51]
- Abner Mares[52]
- Muhammad Ali[53]
- Gervonta Davis[54]

## Judo
- Teddy Riner

## Golf

### PGA
- Francisco Gabellieri
- Bernd Wiesberger
- Matthew Fitzpatrick[55]
- Tommy Pickering
- Hunter Mahan
- Jordan Spieth[56]
- Gary Woodland

### LPGA
- Alison Lee[57]
- Nasa Hataoka

### YouTube
- Mark Crossfield

## Thể hình

### Đội tuyển
- Đội tuyển thể hình nam quốc gia Mỹ[58]
- Đội tuyển thể hình nữ quốc gia Mỹ

### Điền kinh
- Tommy Pickering
- Alicia Sacramone[58] (nghỉ hưu)

## Săn bắn

### Vận động viên
- Cameron Hanes[59]
- Lee and Tiffany Lakosky
- Jessica Byers
- Remi Warren
- Rihana Cary
- Tony Vandemore
- Tim Burnett
- Easton Archery
- Beka Garris
- Levi Morgan
- Krysten McDaniel
- A3 Trophy Hunts
- Jonathon VanDam
- Nikki Boxler
- Trophy Hunting Adventures
- Sagebrush Hunts
- John Godwin
- Shane Dorian
- Matt Busbice
- Justin Martin
- Jase Robertson
- Willie Robertson
- Phil Robertson
- Eva Shockey[60]
- Kristy Titus
- JC ProAngler
- Jim Shockey
- Gregg Ritz
- Adam Greentree

### TV channels
- Nock On TV
- Raised Hunting
- Heartland Waterfowl
- Ducks Unlimited
- Ridge Reaper
- Benelli
- The Crush with Lee & Tiffany
- Apex Predator with Remi Warren
- Hardcore Hunting TV
- Buck Commander
- Spook Spann

## Khúc côn cầu trên băng
- Carey Price[61]
- Taylor Hall[62]
- Mitchell Marner[62]
- Drew Doughty[62]

## Võ thuật hỗn hợp và đấu vật chuyên nghiệp
- Georges St-Pierre
- Dwayne Johnson

## Bóng sơn
- San Diego Dynasty

## Giải rugby

### Vận động viên
- Jarryd Hayne[63]

## Rugby

### Đội tuyển
- Đội tuyển rugby xứ Wales[64]
- Đội tuyển rugby Hàn Quốc

### Các câu lạc bộ
- Royal Navy Rugby Union
- Worcester Warriors[65]
- Wasps[66]
- ASM Clermont Auvergne[67]
- Panasonic Wild Knights

### Vận động viên
- Drew Mitchell
- Steffon Armitage
- James Haskell
- Tommy Pickering
- Jordi Murphy
- Jamie Cudmore
- Taulupe Faletau[68]
- Leigh Halfpenny
- Dan Lydiate[69]
- Jamie Roberts[64]

## Trượt ván
- Mitchie Brusco[70]

## Trượt băng
- Shani Davis[71]

## Trượt tuyết
- Jeremy Bloom[72]
- Bobby Brown[71]
- Lindsey Vonn[73]
- Marcel Hirscher

## Trượt ván trên tuyết
- Julia Dujmovits
- Lindsey Jacobellis

## Lướt sóng
- Brianna Cope[74]
- Maddie Peterson[75]

## Bơi lội
- Michael Phelps[73]

## Tennis
- Andy Murray[76]
- Jamie Murray

## Các trường cao đẳng và đại học
Giải hạng nhất FBS của NCAA (nhóm Power 5 và các đội tuyển tự do)
- Auburn Tigers[77]
- Boston College Eagles[78]
- California Golden Bears[79]
- Maryland Terrapins[80]
- Northwestern Wildcats[81]
- Notre Dame Fighting Irish[82]
- South Carolina Gamecocks[83]
- Texas Tech Red Raiders and Lady Raiders[84]
- UCLA Bruins[85]
- Utah Utes[86]
- Wisconsin Badgers[87]

Giải hạng nhất FBS của NCAA (Nhóm 5)
- Cincinnati Bearcats[88]
- Coastal Carolina Chanticleers[89]
- Colorado State Rams[90]
- Georgia State Panthers
- Hawaii Rainbow Warriors and Rainbow Wahine[91]
- Kent State Golden Flashes[92]
- Navy Midshipmen[93]
- New Mexico State Aggies [94]
- Old Dominion Monarchs and Lady Monarchs[95]
- Temple Owls[96]
- UAB Blazers [97]

NCAA not sponsoring Division I FBS

## Các hợp đồng tài trợ khác
- Gisele Bündchen[4][98] (người mẫu)
- Johan Hegg[99] (nhạc công)
- Misty Copeland[4][100] (nghệ sĩ múa ba lê)
- Dwayne Johnson[101][102] (diễn viên)
- A$AP Rocky[103][104] (rapper)

## Đội tuyển Olympic
- Đội tuyển Canada (nhà cung cấp giày chính thức)[105]

## Hình ảnh
Các vận động viên và người nổi tiếng được tài trợ bởi Under Armour
- Tom Brady
- Stephen Curry
- Bryce Harper
- Jordan Spieth
- Lindsey Vonn
- Dwayne Johnson
- Gisele Bündchen